# Wrodzone zwężenia przełyku
Wrodzone zwężenie przełyku (ang. congenital esophageal stenosis) – rzadka wada oskrzelowo-przełykowa spowodowana nieprawidłowym oddzieleniem przełyku od tchawicy w embriogenezie. Występuje z częstością szacowaną na 1:25,000. Wiek rozpoznania może przypadać na późne dzieciństwo albo nawet dorosłość.
Główne objawy wady to dysfagia, regurgitacje pokarmu, wydłużony czas spożywania pokarmu, nawrotowe zaklinowywanie się kęsów pokarmowych. W badaniu radiologicznym stwierdza się zwężenie środkowej części przełyku. Leczenie może polegać na endoskopowym poszerzaniu zwężonego miejsca albo odcinkowej resekcji przełyku.